# Бишари (район)
Бишари (араб. قضاء بشري‎) — один из 25 районов Ливана, входит в состав провинции Северный Ливан.
Административный центр района — город Бишари.

## География
Район расположен в северо-западной части Ливана и занимает площадь 158 км². На севере граничит с районами Згарта и Миние-Дание, на юге — с районом Батрун, на востоке — с районом Баальбек, на западе — с районом Кура.

## Муниципалитеты
Административно район разделён на 11 муниципалитетов.